# Best of (musikalbum av Kent)
Best of är ett samlingsalbum av det svenska bandet Kent som släpptes den 16 september 2016. Albumet är bandets sista album innan dess upplösning i december samma år och syftar till att summera bandets 21 verksamma år från 1995 till 2016.
Den 13 mars 2016 annonserades genom en video samt ett pressmeddelande dagen efter att Kent skulle släppa ett sista album, Då som nu för alltid, och ett samlingsalbum med både bandets största hits och två nya låtar, och till sist bege sig ut på en avskedsturné innan bandet läggs ner med en sista spelning i Stockholm den 17 december 2016.
Samlingsalbumets namn, utgivningsdatum och låtlista annonserades den 24 augusti 2016 då det framgick att albumet kommer att heta "Best of" och ges ut den 16 september som dubbel-CD, för nedladdning och streaming, samt att det kommer innehålla fyra nya låtar istället för två som tidigare påståtts. Albumet innehåller 20 av Kents största hits samt fyra helt nya låtar – "de sista Kent-låtarna någonsin" som det skrevs i ett pressmeddelande på Kents hemsida.

## Låtlista

### CD 1
1. Blåjeans (från Kent, 1995)
2. När det blåser på månen (från Kent, 1995)
3. Kräm (så nära får ingen gå) (från Verkligen, 1996)
4. Gravitation (från Verkligen, 1996)
5. Om du var här (från Isola, 1997)
6. 747 (från Isola, 1997)
7. Musik non stop (från Hagnesta Hill, 1999)
8. Kevlarsjäl (från Hagnesta Hill, 1999)
9. Utan dina andetag (från Om du var här), 1997)
10. Dom andra (från Vapen & ammunition, 2002)
11. Sverige (från Vapen & ammunition, 2002)
12. Kärleken väntar (från Vapen & ammunition, 2002)

### CD 2
1. Mannen i den vita hatten (16 år senare) (från Du & jag döden, 2005)
2. Ingenting (från Tillbaka till samtiden, 2007)
3. Töntarna (från Röd), 2009
4. Skisser för sommaren (från En plats i solen, 2010)
5. 999 (från Jag är inte rädd för mörkret, 2012)
6. La Belle Epoque (från Tigerdrottningen, 2014)
7. Egoist (från Egoist, 2016)
8. Vi är inte längre där (från Då som nu för alltid, 2016)
9. Terapi (ny låt)
10. Nostromo (ny låt)
11. Om du visste vad du ville (ny låt)
12. Silver (ny låt)

### Fotnoter
1. 1 2  http://kent.nu/2016/08/24/best-of-16-september/ Kent.nu. 24 augusti.
2. 1 2  http://kent.nu/2016/03/14/kent-gar-i-graven/ Kent.nu. 14 mars 2016.